# Лесх Лесбосский
Лесх (др.-греч. Λέσχης; по разным версиям, VII, VI или V век до н. э.) — древнегреческий поэт, которому приписывают киклическую поэму «Малая Илиада».

## Биография
О жизни Лесха Лесбосского практически ничего не известно. У Павсания он упоминается как «Лесх из Пирры, сын Эсхилина», в «Хрестоматии Прокла» — как «Лесх из Митилены». Согласно филологу Фанию, Лесх победил Арктина Милетского в поэтическом состязании. Евсевий Кесарийский датирует его творчество 30-й Олимпиадой (660—656 годы до н. э.), но у исследователей есть мнения в пользу VI и V веков до н. э.
Лесху приписывают полностью утраченную киклическую поэму «Малая Илиада», которая включала в себя четыре книги и рассказывала о заключительном этапе Троянской войны — от спора из-за оружия Ахилла до взятия Трои. При этом изначально, в конце V века до н. э., речь шла о разных предполагаемых авторах: кроме Лесха, звучали имена Фесторида, Кинефона, Диодора. «Малую Илиаду» долго упоминали вообще без автора, но в более позднюю эпоху её начали уверенно приписывать Лесху без каких-либо надёжных обоснований.